# Садиба Горенки
Садиба Го́ренки — відома садиба доби класицизму в Московській області з драматичною долею.

## Пустош Горенки
Горенки вперше згадані в писцовій книзі від 1576-1578 рр. Володар Молчан саме тоді продав землі боярину Микиті Романову, той був дідом першого царя Московії — Михайла Федоровича. Земля декілька разів змінила володарів, водночас на Золотиловій пустовщині виникає сільце Горенки. 1678 року Горенки значаться за князем Данилом Черкаським, пізніше перейшли до Хілкова. Князь Юрій Хілков, кімнатний стольник царя Петра І, 1693 року зводить тут дерев'яний двір і віддає його в посаг дочці Прасков'ї.

## За часів Долгорукових
Прасков'ю Хілкову 1707 р. видають заміж за князя Олексія Долгорукова. Новий володар збільшив маєток і почав будувати перший великий будинок, практично палац. Син подружжя, Іван Олексійович Долгоруков, зробив вдалу придворну кар'єру і опинився в близькому оточенні малого імператора Петра II. Долгорукови зробили усе можливе, аби закріпити успіх, сприяли руйнації кар'єри Олександра Меншикова, а малого імператора Петра II намагались одружити з Катериною, представницею родини Долгорукових. План не спрацював через несподівану смерть Петра II, котрий помер від віспи. Була стрімко поруйнована і кар'єра Долгорукових: їх видаляють від царського двору і відправляють в заслання. Майно родини конфіскують в державну скарбницю, серед якого і землі та село Горенки.

## За часів Олексія Розумовського
Серед щедрот, отриманих фаворитом імператриці Єлизавети — Олексієм Розумовським, було і село Горенки. Він став володарем 1747 року і згодом розпочав будувати кам'яний садибний будинок та садибну церкву в ім'я Спаса. По смерті Олексія майно і садиба перейшли до брата Кирила Розумовського. Горенки він передав синові — Олексію Кириловичу Розумовському.

## Унікальне розпланування
Садиба мала 730 га землі. Неподалік проходив сумновідомий Владимирський тракт, яким гнали до Сибіру. На Владимирський тракт з півночі садиба відкривалась півколом величного почесного двору (курдонеру), оточеного цегляним парканом, валами та ровом. На тракт виходили кордегардії та возовні, облямовуючи парадний в'їзд. Велике півколо перетворили на паркову ділянку зі штучним ставком та сосновим гаєм. Останній слугував звіринцем. За палацом на південь до великого ставка розпланували регулярну частину, рясно прикрашену садово-парковими скульптурами і квітниками. Ця частина парку на південній ділянці поступово переходила в пейзажний парк, перетворений на розкішний ботанічний сад.
Розпланування садиби не мало аналогів в країні і за власними принципами поєднувало розмах бароко з досягненнями класицизму, вдалим прикладом якого був ще Великий Гатчинський палац і парк при ньому під Петербургом. Адже палац доповнювали споруда для гербарію та колекції мінералів, грот (зник), паркові альтанки, лабіринт (зник), кордегардії, садибна Успенська церква, оранжереї, садово-паркова скульптура (вивезена в садибу Архангельське).

## Унікальний ботанічний сад
Володар, Розумовський Олексій Кирилович, був пристрасним ботаніком. Ботанічний сад садиби, один з перших за розмірами та кількістю рослин в ньому, був предметом постійних піклувань володаря. Була налагоджена ціла мережа постачань нових рослин та насіння. Унікальний характер ботанічного саду підтримували десятиліттями, адже сюди звозили рослини та насіння з Сибіру, з Алтаю, з Кавказу і навіть Аляски, ще не проданої на той час Російською імперією. Частку рослин та насіння в садибу привіз І. Ф. Крузенштерн із свого навколоземного плавання. Обслуговували ботанічний сад садівники та відомі ботаніки Ф. Х. Стевен, Ф. Б. Фішер. Ботанічний сад доповнювали величні оранжереї та спеціальна бібліотека, окреме приміщення для гербарія та мінералогічної колекції. Ботанічний сад садиби став базою для досліджень з систематики рослин і фактично обігнав науковий розвиток ботаніки на той час, бо був прообразом майбутніх ботанічних інститутів.
Сад обігнав науковий розвиток ботаніки на той час, але мав драматичну долю. Його розглядали як вельможну примху, оскільки ще не сформувалось уявлення про наукову вартість об'єкту, котрий мав зразки, невідомі навіть в Західній Європі. По смерті володаря сад занепадає і його поспіхом розпродають по частинах.
Садибну бібліотеку, залишки гербарія та якусь кількість унікальних рослин перевезли до Петербурзького ботанічного саду. Частку отримав ботанічний сад Московського університету. Залишки продавали приватним особам роздріб.

## Занепад в 19 ст
Ансамбль на очах деградував і збіднювався, бо піклування про дві ділянки парку практично припинили. На деградацію ансамблю могутньо впливали часті зміни володарів та загальна криза дворянської культури в Російській імперії, яка розпочалася в середині 19 ст.і набула нечуваного розміру в 20-му за часів комуністичного СРСР. Величний палац, котрий перейшов до володарів купецького стану, був просто понівечений и перетворений на текстильну фабрику. В колишніх парадних залах із плафонами и вишуканим декором, з коштовними паркетами — обладнали ткацькі верстати і склади.

## Відновлення палацу Третьяковими
Пройшли десятиліття, допоки молода генерація освічених і культурних купців з родини Третьякових, нарешті отямилась і визнала занедбане приміщення палацу — пам'яткою історії та архітектури. Вони таки вивели фабрику із палацу і спромоглися використати великі кошти для відновлення хоча би сплюндрованого палацу. У садибу запросили архітектора Сергія Чернишова, котрий провів ремонти і відновив палац лише в стилістиці класицизму, створивши перебудови. 1916 року до головного будинку-палацу прибудували напівротонди нових галерей та два бічних павільйони, криті куполами. Південний фасад прикрасили довгою лоджією, що зберегла холоднуватий, поміркованій характер вельможної резиденції, переобладнали паркові сходи. Про паркові павільйони не йшлося, вони руйнувались і деградували, як і пейзажний парк.

## Санаторій за часів СРСР
Після 1917 року в палаці розташували звичний, радянський будинок відпочинку. Палацові зали заповнили низками лікарських ліжок. Паркові стежки колишнього парку заросли бур'янами, натомість проклали нові, практично знищивши первісне розпланування. Парк настільки здичавів, що практично втратив усі паркові павільйони. Серед диких рослин стояли обшарпані наскрізні галереї, флігелі з обдертим тинькуванням, були остаточно знищені паркові павільйони та альтанки. Дивом збережені лише павільйон з куполом та залишки гроту біля одного з паркових ставків. Занепад підтримували і атаки дачників з близько розташованих поселень, що перетворювали парк на черговий смітник з кинутими паперами, брудними пакетами і порожніми пляшками.
Ніяких дачників в Горенках і близько не було — садиба знаходиться в межах Балашихи, найбільшого міста Московської області. [[(рос.)Буремні 90-ті]] минули, і сьогодні парк підтримується в дуже хорошому стані. Будівля палацу була повністю відремонтована, за винятком правого портика, якій по всій видимості не піддається реставрації. Штучний грот перебуває в незмінному стані, хіба що трохи підновили вхід.